# Puss Gets the Boot
«Кіт отримує копняка» (англ. Puss Gets the Boot) — перший мультфільм у серії мультфільмів Том і Джері. Дата прем'єрного показу: 10 лютого 1940 року (США).
Був у числі кандидатів на отримання премії «Оскар» у номінації «найкращий короткометражний анімаційний фільм» на 13-й церемонії вручення цієї нагороди . Це відкрило серію зі 7 перемог і 13 номінацій різних мультфільмів серії «Том і Джері».

## Сюжет
Кіт на ім'я Джаспер (у наступних епізодах кіт Том) (у версії 1987 — товстий кіт) з великим задоволенням мучить мишеня на ім'я Джинкс (у наступних епізодах — миша Джері, а також худа миша), яке намагається втекти від Джаспера, тоді як він намагається вхопити мишеня за хвіст, щоб те нікуди не втекло. В результаті мишеня звільняється, але, тікаючи, потрапляє в рот Джаспера. Потім Джаспер малює чорнилом мишачу нору на стіні, щоб обдурити мишеня, яке входить в неї. Мишеня вдаряється об стіну так сильно, що непритомніє. Джаспер оживляє його, використовуючи воду з акваріума з рибками, і підбирає його. Повільно усвідомивши ситуацію, мишеня вдаряє кулаком Джасперу в око, змушуючи його верещати від болю. Розсерджений кіт женеться за мишеням і випадково врізається в грецьку колону, вона розбивається разом з квітковим горщиком, який стояв на ній. Місс-Пара-Капців входить до кімнати і лає Джаспера за те, що він розбив колону і квітковий горщик, і попереджає, що якщо Джаспер ще що-небудь розіб'є, вона викине його з дому. Кіт скиглить, а Джинкс насміхається над ним, і це змушує Джаспера ганятися за ним, але коли Джинкс тримає келих над краєм столу, Джаспер відступає, побачивши що люта Матуся йде із залишками розбитого квіткового горщика, оскільки він побоюється втрапити в біду.
Після того, як Джинкс кладе келих, Джаспер мчить до нього. Але мишеня стримує Джаспера, погрожуючи знову кинути келих. Потім Джинкс кидає келих, і Джаспер мчить, щоб зловити його. Джинкс кидає інший посуд, а Джаспер ловить його. Коли Джинкс йде з останнім келихом, Джаспер кидає купу подушок на підлогу. Коли Джинкс намагається принизити Джаспера, скинувши келих, останній залишається неушкодженим, коли падає на подушку. Джинкс намагається втекти, але Джаспер ловить його за хвіст. Джаспер ненавмисно кидає Джинкса на полицю з посудом, по якій мишеня тікає і починає закидати кота тарілками, які той починає ловити. Джаспер починає втомлюватися від необхідності тримати всі тарілки, після чого може лише спостерігати за тим, як Джинкс кидає останню тарілку на підлогу.
Матуся знову входить до кімнати в розпачі, тому що Джинкс плаває в мисці Джаспера, використовуючи його хвіст як рушник і, нарешті, штовхає кота. Джаспер упускає всі тарілки на підлогу, і розгнівана Матуся виганяє Джаспера з дому і закриває двері. Як тільки вона викинула Джаспера з дому, Джинкс махає йому, висовує свій язик, ставить знак «ДІМ, МИЛИЙ ДІМ» перед своєю норою і входить у неї.

## Створення
У Puss Gets the Boot вперше з'явилися кіт Том і мишеня Джері. У 1939 році Джозеф Барбера і Вільям Ганна об'єдналися в мультиплікації. Їхньою першою спільною ідеєю була серія мультфільмів про кота й мишу. Вони створили мультфільм, але коли працювали над темою мультсеріалу, після випуску короткометражки глава мультиплікаційного відділення MGM Фред Квімбі попросив їх знайти інші теми, вважаючи, що мультфільми на тему «кішки-мишки» старі і нудні. Однак, після успіху мультфільму, першої номінації на премію «Оскар» та листа від дуже важливого дистриб'ютора в Техасі з проханням «більше прекрасних і чудових мультфільмів на тему „кішки-мишки“», Фред Квімбі змінив свою думку.
Puss Gets the Boot режисували, намалювали й написали Ганна і Барбера, але вони віддали належне своєму близькому другові, учителю мультиплікації Рудольфу Айзингу, який насправді просто переглянув його і схвалив випуск короткометражного мультфільму.
Спочатку створений як окремий мультфільм, Puss Gets the Boot набув такої популярності серед глядачів, що MGM замовила додаткові мультфільми від Ганни і Барбери. Так само було з другим випуском, The Midnight Snack, де персонажів названо «Том і Джері». Puss Gets the Boot номіновано на «Оскар», проте він програв іншому мультфільму MGM, The Milky Way.
Маючи тривалість більше 9 хвилин, Puss Gets the Boot є найдовшим мультфільмом у серії «Том і Джері». Імена в мультфільмі також відрізняються від пізніших епізодів серії, в яких персонажів назвали Томом і Джері на честь однойменного різдвяного коктейлю; в Puss Gets the Boot мишеня Джері не називають на ім'я (хоча, згідно зі сценарієм, мишеня називалося Джинкс (англ. Jinx), а кіт Том вперше і єдиний раз у мультфільмах носить ім'я Джаспер (англ. Jasper).

## Факти
- Цей епізод — найдовший у мультсеріалі.
- Ця стрічка — один з небагатьох епізодів, у яких на телебаченні показується оригінальна заставка, є й перевидані.
- Том у цій серії постає як цілком звичайний кіт, без людських рис: він пересувається на чотирьох лапах, видає звичайне котяче нявкання тощо. Крім того, в перших декількох епізодах у нього трохи нехарактерна, відмінна від традиційної для серіалу, зовнішність (зокрема, широкий ніс і округлені вуха), в 1 і 4 випусках — товсте тіло.
- 1989 року відбулось перевидання (Кіт у люті). Там персонажі називаються Том і Джері.
- У цьому епізоді кота називають не Томом, а Джаспером. Мишеня за сценарієм звали Джинкс (в самому мультфільмі його ім'я жодного разу не згадується), проте у версії 1989 року їх звуть Том і Джері.
- Джун Форей переозвучив Місс-Пара-Капців для показу на каналі Cartoon Network[6] .
- Це перша поява актора Кларенса Неша як голосу для Тома, однак ім'я Кларенс Неш у титрах не зазначено.
- Це перший мультфільм із циклу, знятого Вільямом Ганною і Джозефом Барберою в мультиплікаційному відділенні компанії Metro-Goldwyn-Mayer.
- У титрах зазначено тільки Рудольфа Айзинга, але у версіях 1950-х згадують усіх творців, включно з Фредом Квімбі.